# زاییتشکوو
زاییتشکوو (به چکی: Zajíčkov) یک منطقهٔ مسکونی در جمهوری چک است که در شهرستان پلهرژیموف واقع شده‌است. زاییتشکوو ۴٫۵۳ کیلومتر مربع مساحت و ۲۱۳ نفر جمعیت دارد و ۵۸۰ متر بالاتر از سطح دریا واقع شده‌است.